# Lanarkshire (circonscription du Parlement d'Écosse)
Avant les Actes d'Union de 1707, les barons comté de Lanark élisaient des commissaires pour les représenter au Parlement monocaméral d'Écosse et à la Convention des États. Le nombre de commissaires est passé de deux à quatre en 1690.
Après 1708, le Lanarkshire a envoyé un membre à la Chambre des communes de Grande-Bretagne.

## Liste des commissaires du comté
| Parlement ou Convention | Commissaires                                                              | Commissaires                                                              | Commissaires                                                              | Commissaires                                                              |
| --- | ------------------------------------------------------------------------- | ------------------------------------------------------------------------- | ------------------------------------------------------------------------- | ------------------------------------------------------------------------- |
| Parlement 12–13 octobre 1612 | Sir William Baillie de Lamington                                          | Sir William Baillie de Lamington                                          | Sir John Hamilton de Lettrick                                             | Sir John Hamilton de Lettrick                                             |
| Convention 7 mars 1617 | Maxwell de Calderwood                                                     | Maxwell de Calderwood                                                     | Sir John Hamilton de Lettrick                                             | Sir John Hamilton de Lettrick                                             |
| Parlement 27 May–28 juin 1617 | Sir John Hamilton de Lettrick                                             | Sir John Hamilton de Lettrick                                             | Maxwell de Calderwood                                                     | Maxwell de Calderwood                                                     |
| Convention 25–26 janvier 1621 | rien                                                                      | rien                                                                      | rien                                                                      | rien                                                                      |
| Parlement 1 juin–4 aout 1621 | Maxwell de Calderwood                                                     | Maxwell de Calderwood                                                     | Sir John Hamilton de Lettrick                                             | Sir John Hamilton de Lettrick                                             |
| Convention 27 octobre–2 novembre 1625 | Hamilton de Lettrick                                                      | Hamilton de Lettrick                                                      | Hamilton de Goslingtoun                                                   | Hamilton de Goslingtoun                                                   |
| Parlement 15 septembre 1628 – 28 juin 1633 | Sir James Lockhart, yr de Lee                                             | Sir James Lockhart, yr de Lee                                             | Gavin Hamilton de Raploch                                                 | Gavin Hamilton de Raploch                                                 |
| Convention 28 juillet–7 aout 1630 | Gavin Hamilton de Raploch                                                 | Gavin Hamilton de Raploch                                                 | Sir James Lockhart, yr de Lee                                             | Sir James Lockhart, yr de Lee                                             |
| Parlement 15 mai 1639 – 17 novembre 1641 | Cette liste est incomplète ou mal ordonnée. Votre aide est la bienvenue ! | Cette liste est incomplète ou mal ordonnée. Votre aide est la bienvenue ! | Cette liste est incomplète ou mal ordonnée. Votre aide est la bienvenue ! | Cette liste est incomplète ou mal ordonnée. Votre aide est la bienvenue ! |
| Convention 22 juin 1643 – 3 juin 1644 | Cette liste est incomplète ou mal ordonnée. Votre aide est la bienvenue ! | Cette liste est incomplète ou mal ordonnée. Votre aide est la bienvenue ! | Cette liste est incomplète ou mal ordonnée. Votre aide est la bienvenue ! | Cette liste est incomplète ou mal ordonnée. Votre aide est la bienvenue ! |
| Parlement 4 juin 1644 – 27 mars 1647 | Cette liste est incomplète ou mal ordonnée. Votre aide est la bienvenue ! | Cette liste est incomplète ou mal ordonnée. Votre aide est la bienvenue ! | Cette liste est incomplète ou mal ordonnée. Votre aide est la bienvenue ! | Cette liste est incomplète ou mal ordonnée. Votre aide est la bienvenue ! |
| Parlement 2 mars 1648 – 6 juin 1651 | Cette liste est incomplète ou mal ordonnée. Votre aide est la bienvenue ! | Cette liste est incomplète ou mal ordonnée. Votre aide est la bienvenue ! | Cette liste est incomplète ou mal ordonnée. Votre aide est la bienvenue ! | Cette liste est incomplète ou mal ordonnée. Votre aide est la bienvenue ! |
| Pendant le Commonwealth d'Angleterre, d'Écosse et d'Irlande, le shérif de Lanark était représenté par un Membre du Parlement au Parlement du Protectorat à Westminster. |                                                                           |                                                                           |                                                                           |                                                                           |
| Parlement 3 septembre 1654 – 22 janvier 1655 | William Lockhart                                                          | William Lockhart                                                          | William Lockhart                                                          | William Lockhart                                                          |
| Parlement 17 septembre 1656 – 4 février 1658 | William Lockhart                                                          | William Lockhart                                                          | William Lockhart                                                          | William Lockhart                                                          |
| Parlement 27 janvier–22 avril 1659 | William Lockhart                                                          | William Lockhart                                                          | William Lockhart                                                          | William Lockhart                                                          |
| Après la Restauration, le Parlement d'Écosse a de nouveau été convoqué pour se réunir à Édimbourg.                                                                      |                                                                           |                                                                           |                                                                           |                                                                           |
| Parlement 1 janvier 1661 – 9 octobre 1663 | Sir James Lockhart de Lee                                                 | Sir James Lockhart de Lee                                                 | Sir Robert Hamilton, 1er Baronet de Silvertonhill                         | Sir Robert Hamilton, 1er Baronet de Silvertonhill                         |
| Convention 2–4 aout 1665 | Sir James Lockhart de Lee                                                 | Sir James Lockhart de Lee                                                 | Gavin Hamilton de Roploch                                                 | Gavin Hamilton de Roploch                                                 |
| Convention 9–23 janvier 1667 | Sir James Lockhart de Lee                                                 | Sir James Lockhart de Lee                                                 | Gavin Hamilton de Roploch                                                 | Gavin Hamilton de Roploch                                                 |
| Parlement 19 octobre 1669 – 3 mars 1674 | Sir James Lockhart de Lee                                                 | Sir James Lockhart de Lee                                                 | John Harper de Cambusnethan                                               | John Harper de Cambusnethan                                               |
| Parlement 19 octobre 1669 – 3 mars 1674 | Sir William Lockhart (à partir de 1672)                                   |                                                                           | John Harper de Cambusnethan                                               | John Harper de Cambusnethan                                               |
| Convention 26 juin–11 juillet 1678 | Cromwell Lockhart de Lee                                                  | Cromwell Lockhart de Lee                                                  | Maj. Sir Robert Hamilton, 2e Baronnet de Silvertonhill                    | Maj. Sir Robert Hamilton, 2e Baronnet de Silvertonhill                    |
| Parlement 28 juillet 1681 – 1 mars 1682 | Cromwell Lockhart de Lee                                                  | Cromwell Lockhart de Lee                                                  | Sir George Lockhart de Braidwood                                          | Sir George Lockhart de Braidwood                                          |
| Parlement 23 avril 1685 – 15 juin 1686 | Sir George Lockhart, now de Carnwath                                      | Sir George Lockhart, now de Carnwath                                      | Cromwell Lockhart de Lee                                                  | Cromwell Lockhart de Lee                                                  |
| Convention 14 mars–24 mai 1689 | William Baillie de Lamington                                              | William Baillie de Lamington                                              | Sir Daniel Carmichael de Maudslie                                         | Sir Daniel Carmichael de Maudslie                                         |
| Parlement 5 juin 1689 – 30 juin 1702 | William Baillie de Lamington                                              | William Baillie de Lamington                                              | Sir Daniel Carmichael de Maudslie                                         | Sir Daniel Carmichael de Maudslie                                         |
| Par une loi du Parlement du 14 juin 1690, le comté de Lanark reçut deux commissaires supplémentaires..                                                                  |                                                                           |                                                                           |                                                                           |                                                                           |
| William Baillie de Lamington | Sir Daniel Carmichael de Maudslie                                         | Sir William Denham de Westshield                                          | James Hamilton of Aikenhead                                               |                                                                           |
| William Baillie de Lamington | Sir John Lockhart de Castlehill (à partir de 1693)                        | Sir William Denham de Westshield                                          | James Hamilton of Aikenhead                                               |                                                                           |
| William Baillie de Lamington | Richard Lockhart de Lee (à partir de 1695)                                | Sir William Denham de Westshield                                          | James Hamilton of Aikenhead                                               |                                                                           |
| William Baillie de Lamington | Sir William Stuart de Castlemilk (from 1696)                              | Sir William Denham de Westshield                                          | James Hamilton of Aikenhead                                               |                                                                           |
| William Baillie de Lamington | Parlement 12 novembre 1702 – 25 mars 1707                                 | George Baillie de Jerviswood                                              | James Hamilton of Aikenhead                                               | John Sinclair, yr de Stevenson                                            |